# Bara personalizzata del Ghana
Le bare personalizzate del Ghana, chiamate anche fantasy coffins o abebuu adekai (scatole proverbi) in Italiano, si usano nella regione della Grande Accra, nel sud del Ghana. Queste bare che sono anche opere d'arte presentate in Europa per la prima volta a Parigi nell'esposizione d'arte moderna Les Magiciens de la Terre nel Centro Georges Pompidou nel 1989. In quell'esposizione si mostravano quattro bare degli artigiani Seth Kane Kwei (1922-1992) e di Paa Joe (1947).

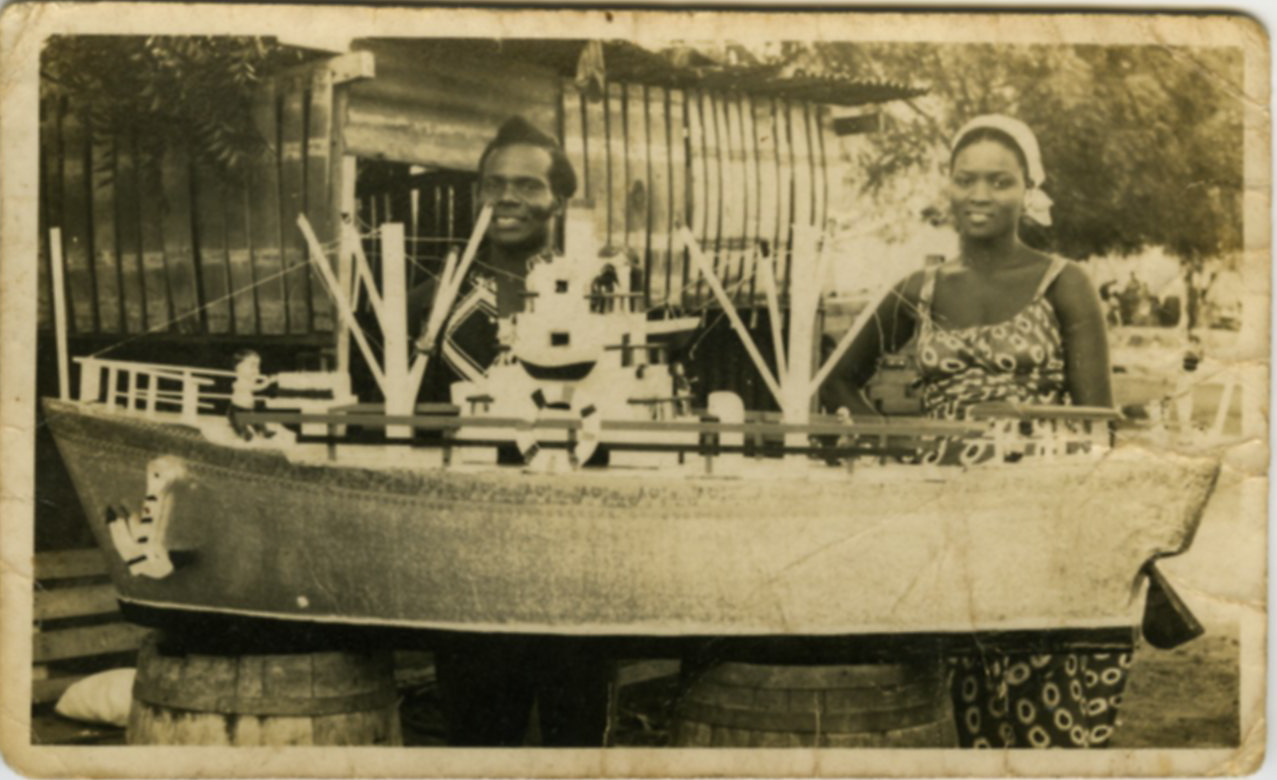
Ataa Oko con una bara in forma di nave 1960

## Il significato delle bare personalizzate
L'utilizzo di tali fantasiose sculture da parte dei Ga, che abitano nella regione della Grande Accra, è legato alla loro religione e alle loro idee sull'aldilà. Per questo gruppo etnico la morte non rappresenta infatti una fine definitiva, ma l'esistenza continua nell'aldilà così come avviene nella vita sulla Terra. Gli antenati defunti sono inoltre molto più potenti dei vivi e possono influenzare la vita dei loro parenti. Le famiglie fanno dunque il possibile per rendere al più presto il defunto ben disposto nei loro confronti. Le dimensioni, la sagoma e l'impiego di una bara design, detta anche bara figurativa, durante la cerimonia funebre sono da ricondurre allo status sociale del defunto.
Le bare si possono vedere solo il giorno del funerale e vengono poi sepolte insieme al defunto. Le raffigurazioni simboliche delle bare richiamano spesso la professione del defunto e sono destinate ad aiutarlo a proseguire la sua attività anche nell'aldilà. Alcuni motivi, come ad esempio la spada o la sedia, rappresentano insegne reali o sacerdotali con funzione magico-religiosa. In questo tipo di bare possono essere deposti solo i defunti appartenenti a un consono status sociale. Sono rappresentati anche vari animali come il leone, il gallo o il granchio, che rappresentano totem del clan di appartenenza. Anche in questo tipo di bare vengono deposti solo i capi di particolari famiglie. Infine i motivi scultorei rimandano a proverbi che vengono interpretati dai Ga in diversi modi.

## La Storia delle bare
L'uso di questo tipo di bare personalizzate è abbastanza recente. Kane Kwei fu uno dei primi artigiani a fare queste bare negli anni '50. Pero poco tempo fa si è scoperto un altro maestro: anche lui faceva delle bare personalizzate nello stesso periodo come Kane Kwei. Quell'artista-artigiano si chiama Ataa Oko.
Ataa Oko (1919-2012) è sempre stato famoso soprattutto nella sua città natale, mentre all'estero era sconosciuto fino a pochi anni fa. Numerose fonti orali riportano che Ataa Oko abbia iniziato a scolpire bare design nel 1945. L'idea venne ripresa nella vicina città di Teshie da altri falegnami come Seth Kane Kwei, al punto che la fabbricazione e l'uso di bare design si diffuse rapidamente negli anni seguenti in tutta la regione di Greater Accra. Ataa Oko è stato quindi, insieme a Seth Kane Kwei di Teshie, uno dei fondatori di una forma d'arte che era usata prima soltanto per i grandi funerali dei preti e re d'Accra, ma poi diventata integrante della cultura funebre locale del sud del Ghana. La mostra "Les Magiciens de la terre", tenutasi a Parigi nel 1989, durante la quale vennero esposte per la prima volta in Europa le bare del Ghana, rese famoso in tutto il mondo l'artista artigiano Seth Kane Kwei (1925-1992) di Teshie. Ataa Oko, invece, che al tempo non aveva alcun contatto con forestieri e realizzava le sue bare e lettighe solo per la propria famiglia e per i suoi connazionali, rimase sconosciuto ai circoli artistici occidentali fino a poco tempo fa. Senza subire influenze da committenti occidentali, questo artista è riuscito a sviluppare una forma di linguaggio artistico estremamente particolare: le sue opere si differenziano da tutto ciò che fino ad oggi si è visto nei musei occidentali non solo per la loro costruzione di base e i loro materiali, ma anche per il loro aspetto.

## La produzione di bare figurative
Tutti artigiani lavorano con apprendisti che fanno una gran parte del lavoro. Questo permette al capo dello studio di produrre diverse bare contemporaneamente. Per le bare usate in Ghana si prende un legno leggero chiamato Wawa. Per tutte le bare che si fanno per le esposizioni d'arte si usano dei legni di ottima qualità. Tutti lavori di legno si fanno senza l'uso di macchine elettriche, soltanto a mano. Le bare sono fatte in un arco di tempo compreso tra le 2 e le 6 settimane. Per la pittura delle bare vengono spesso dei pittori professionali, conosciuti anche sul mercato d'arte internazionale per aver dipinto manifesti di film che si usano nel sud del Ghana.

## Alcuni artisti

### Ataa Oko

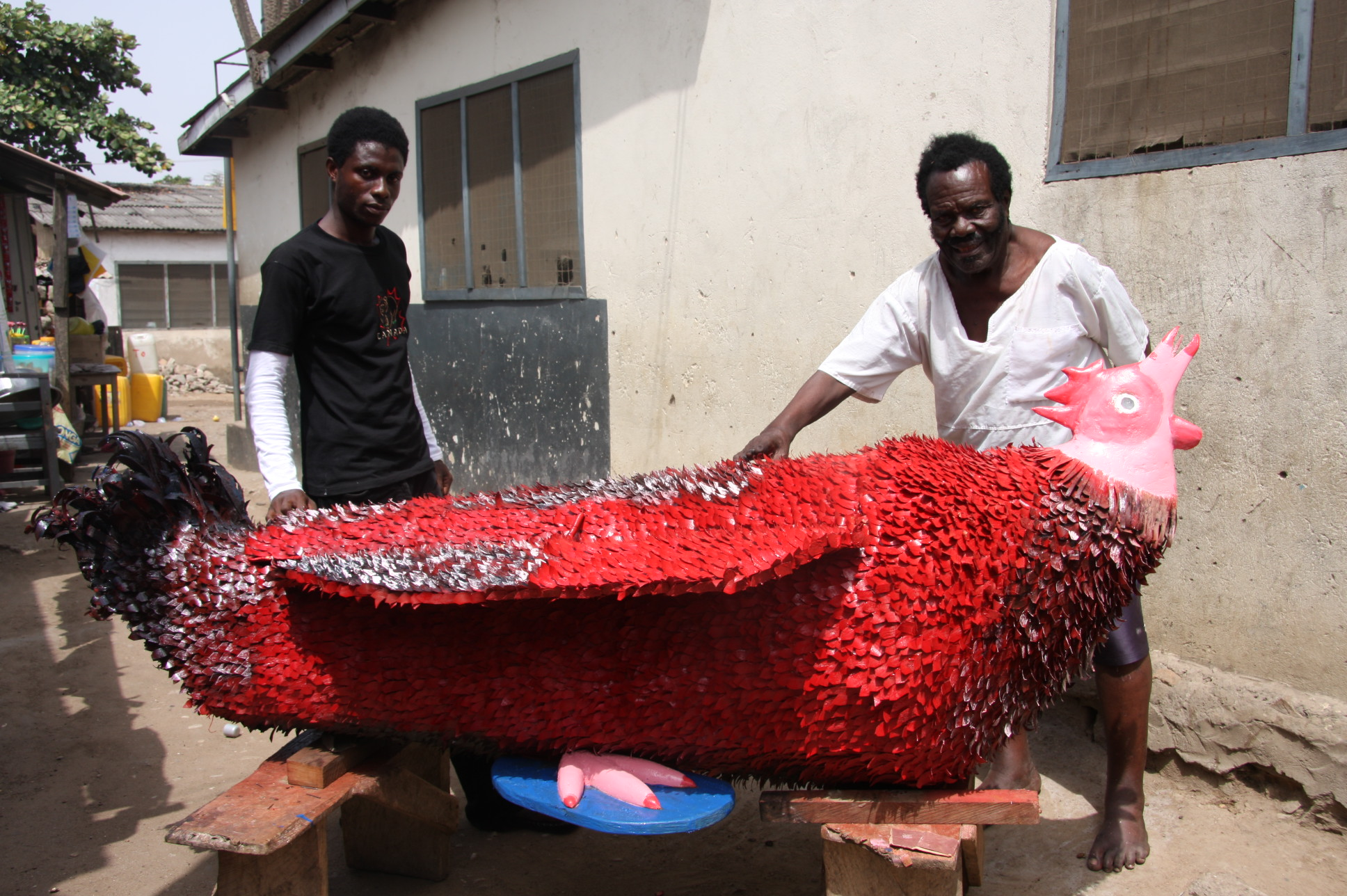
I due artisti Ataa Oko e Kudjoe Affutu dietro un loro lavoro comune, un gallo rosso, nel febbraio 2009

Ataa Oko (1919-2012) nasce nella città costiera di La, Ghana. Tra il 1939 e il 1970 lavora svolgendo numerose attività temporanee. Intorno al 1945 inizia a costruire la sua prima bara design. Dal 2005 Ataa Oko costruisce soltanto raramente delle bare ma dipinge e collabora con Regula Tschumi. Ataa Oko muore in dicembre 2012 nella sua casa a La, Accra. 
Le bare e i dipinti di Ataa Oko sono stati esposti per la prima volta nella mostra collettiva "Six Feet Under" presso il Kunstmuseum di Berna 2006, ed è del 2010/11 la sua prima mostra personale nella Collezione de l'Art Brut a Lausanne.

### Paa Joe

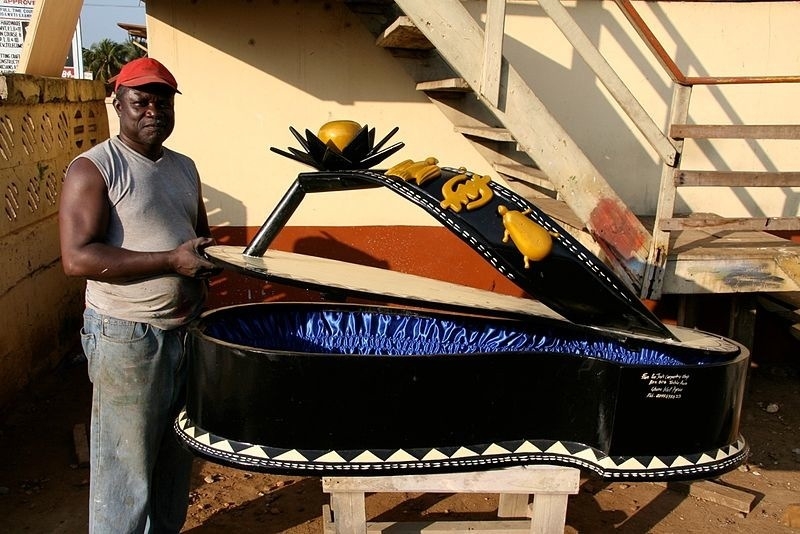
Paa Joe 2006

Paa Joe nasce nel 1947 nella regione Akwapim (Ghana). Lavora e impara il suo mestiere da Seth Kane Kwei a Teshie. Nel 1976 apre il suo laboratorio a Nungua. Partecipa a diverse mostre d'arte internazionali in tutto il mondo. Nel 2006/2007/2008 partecipa alla mostra "Six Feet Under" al Kunstmuseum di Berna. Nel 2008 lascia il suo studio a Nungua e apre uno studio a Pobiman.

### Daniel Mensah

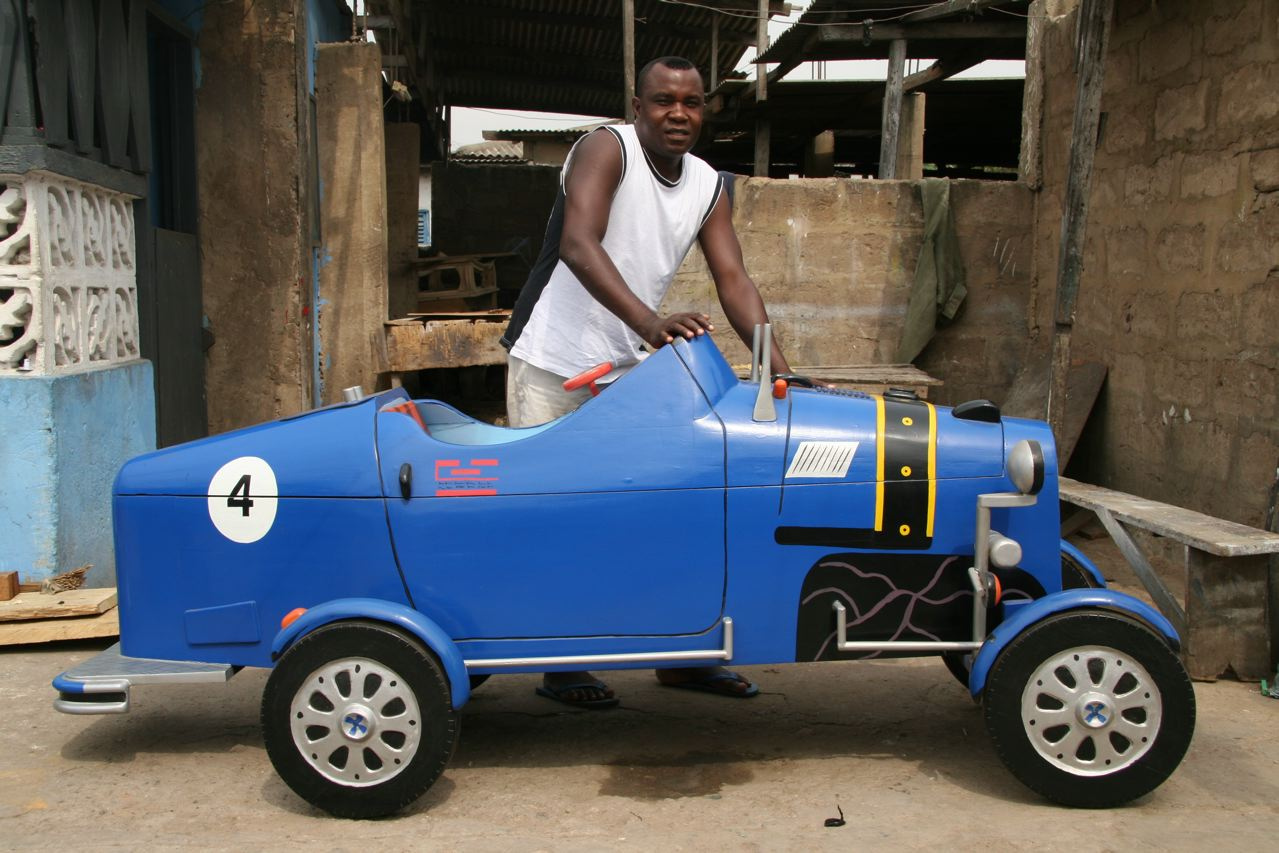
Daniel Mensah 2006

Daniel Mensah chiamato "Hello", nasce nel 1968 a Teshie. È apprendista nello studio di Paa Joe dove lavora anche come maestro falegname. Nel 1998 apre il proprio studio a Teshie. Ha partecipato a vari progetti europei di esposizione e di cinematografia.

### Eric Kpakpo
Eric Kpakpo nasce nel 1979 a Nungua. Impara il mestiere di falegname a Nungua nello studio di Paa Joe, dove lavora dal 1994 fino al 2005, anno in cui apre un proprio laboratorio a La.

### Kudjoe Affutu
Kudjoe Affutu (Regione Centrale (Ghana), 1985) è un artista e un creatore di bare e di lettighe figurative. È conosciuto in Europa dove ha partecipato a vari progetti e mostre. Dal 2002 al 2006, impara il suo lavoro con l'artista di fama internazionale Paa Joe a Nungua nella Regione della Grande Accra. Nel 2007 Kudjo Affutu apre il proprio laboratorio a Awutu, Regione Centrale, e si dedica alla produzione di bare design, lettighe e sculture per i funerali del Ghana, per musei d'arte e collezionisti privati.

### Eric Adjetey Anang
Eric Adjetey Anang nasce nel 1985 a Accra. Dopo aver completato la scuola secondaria, ha assunto nel 2005 la gestione del Kane Kwei Laboratorio di Carpenteria, iniziato da suo nonno Seth Kane Kwei che faceva le bare già negli anni '60. Eric ha partecipato a vari progetti europei di esposizione e di cinematografia.

## Galleria d'immagini

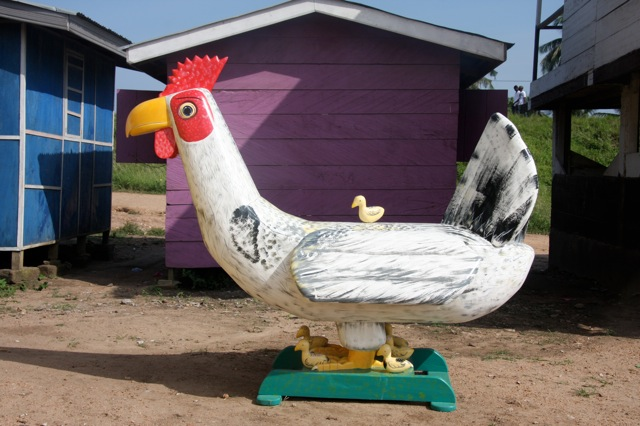
Bara gallo di Kudjoe Affutu 2008
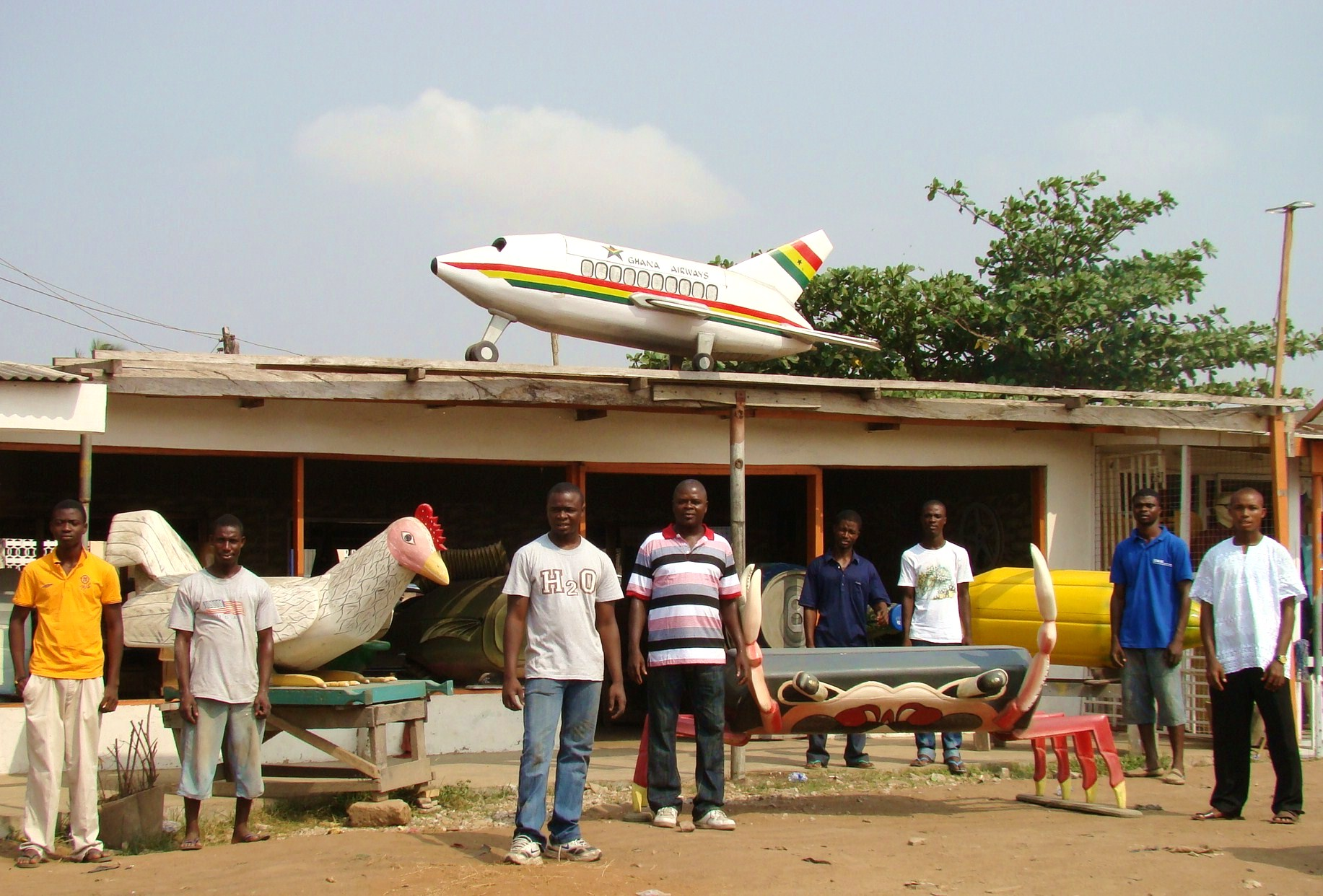
Eric Adjetey Anang davanti al Kane Kwei Carpentry Workshop nel gennaio 2010.
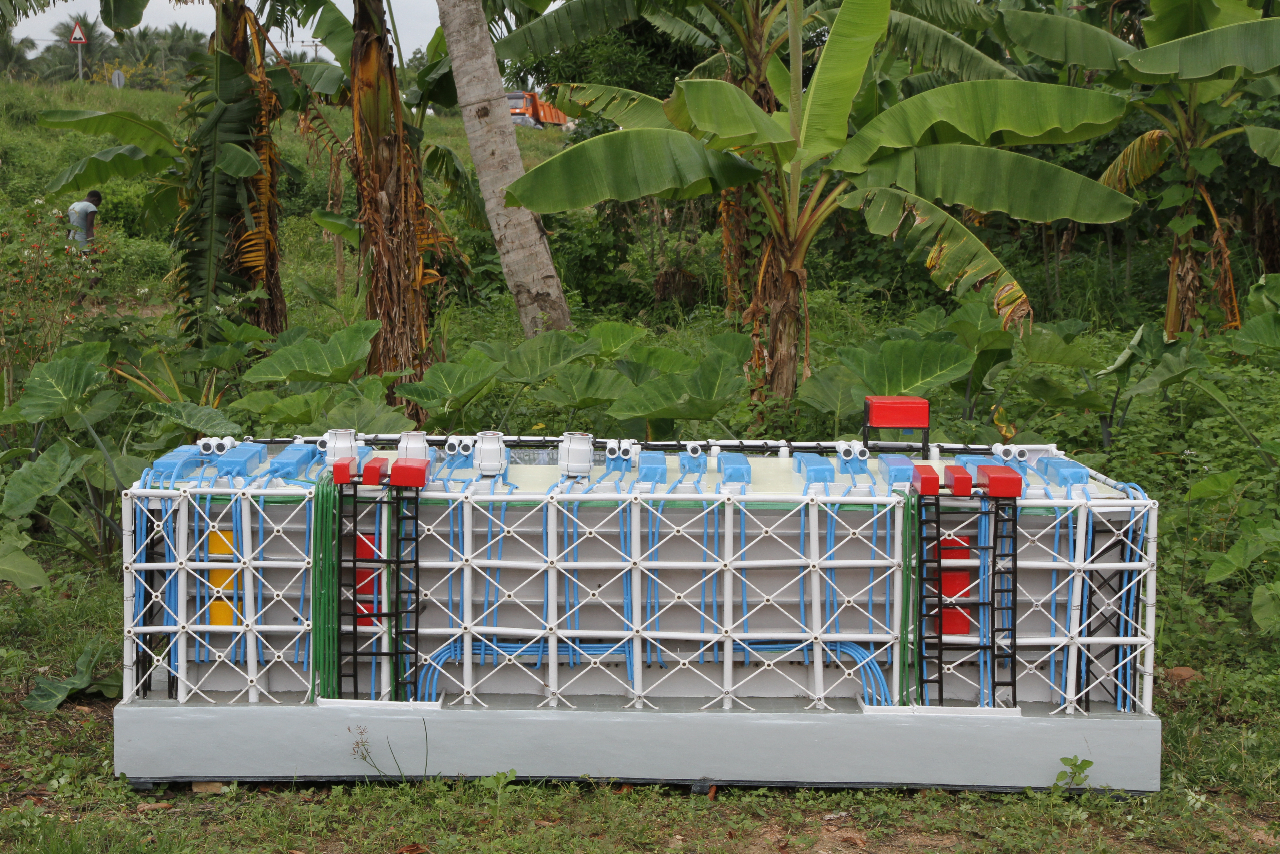
La "bara Pompidou" di Kudjoe Affutu realizzata per Sâadane Afif e presentata all’esposizione di Afif, "Anthologie de l'humour noir" al Centre Pompidou di Parigi 2010.
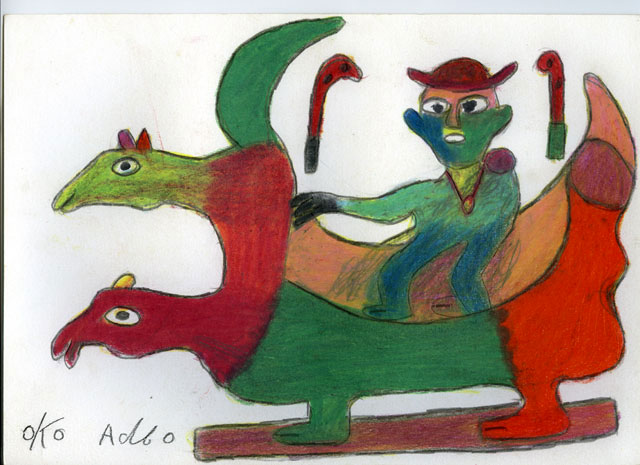
Lettiga personalizzata. Disegno d'Ataa Oko 2009
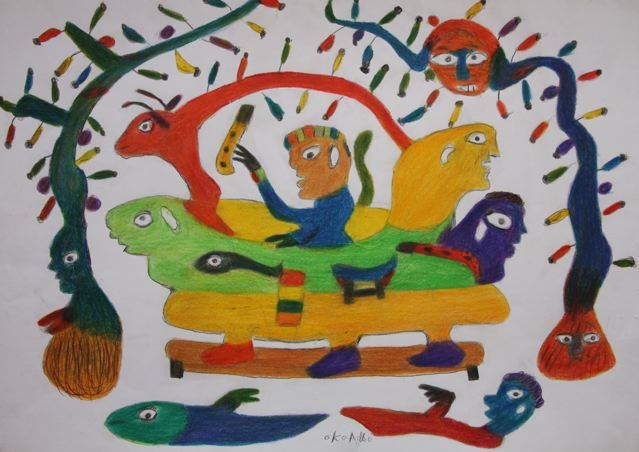
Lettiga personalizzata. Disegno d'Ataa Oko 2010

## Esposizioni internazionali
- 2011/12. Miracles of Africa, Hämeenlinna Art Museum, Hämeenlinna et Oulu Museum of Art, Oma, Finnland. Disegni di Ataa Oko.
- 2011. Sainsbury Centre for Visual Arts, University of East Anglia, Norwich. Ghanaian 'fantasy coffin'. Griff Rhys Jones. Fantasy coffin di Daniel Mensah. Disegni di sarcofaghi di Ataa Oko
- 2011. Matthew Marks Gallery, New York City. Refrigeratore di Kudjoe Affutu nell'esposizione La carte d'aprês nature di Thomas Demand.
- 2011. Tinguely Museum Basilea. Hummer di Kudjoe Affutu per l'esposizione Fetisch Auto. Ich fahre, also bin ich.
- 2010/11. Collection de l'Art Brut, Lausanne: Ataa Oko et les Esprits, disegni e due sarcofaghi di Ataa Oko.
- 2010/11. Centre Pompidou, Paris. Pompidou-coffin di Kudjoe Affutu in Anthologie de l'humour noir diSaâdane Afif.
- 2010/11. Nouveau Musée National d Monaco, Villa Paloma: Refrigeratore di Kudjoe Affutu nell'esposizione La carte d'aprês nature di Thomas Demand.
- 2006 e 2007/2008. Museo d'arte a Berna e Deutsches Hygienemuseum, Dresden. Esposizione Six Feet Under. Ataa Oko: Disegni e gallina bianca. Paa Joe: sette bare design.